# Malibu Shores
Malibu Shores fue un drama adolescente/telenovela de horario de máxima audiencia americana que se estrenó la noche de los sábados a las 8:00 p. m. desde marzo a junio de 1996 por diez episodios en la NBC. Fue creada por Aaron Spelling y protagonizada por Keri Russell y Tony Lucca. El espectáculo seguía las proezas de los adolescentes de California del Sur.

## Argumento
El espectáculo se envuelve alrededor de dos estilos de vida diferentes que chocan repetidamente. En un lado los ricos de Malibú, y en el otro la clase trabajadora del "Valle". Cuándo Zack (Tony Lucca) del Valle conoce a Chloe (Keri Russell) de Malibú, se enamoran; pero nadie piensa que sea una buena idea que estén juntos. Después de su amor a primera vista, Zach es llevado a la escuela de Chloe junto con sus amigos (debido a un terremoto). El resto de los episodios tratan sobre el choque entre los dos grupos.

## Cancelación
Malibu Shore se creó en un inicio para seis episodios (incluyendo un episodio piloto de dos horas). Planificado para los sábados a las 8:00 p. m., la serie tuvo índices bajos y fue cancelada después de una temporada.

## Reparto
- Keri Russell es Chloe Walker.
- Tony Lucca es Zack Morrison.
- Christian Campbell es Teddy Delacourt.
- Katie Wright es Nina Gerard.
- Greg Vaughan es Josh Walker.
- Tia Texada es Kacey Martínez.
- Charisma Carpenter es Ashley Green.
- Jacob Vargas es Benny.
- Randy Spelling es Flipper Gage.
- Walter Jones es Michael 'Mouse' Hammon.
- Susan Ward es Bree.
- Essence Atkins es Julie Tate.
- Ian Ogilvy es Marc Delacourt.
- Michelle Phillips es Suki Walker.

## Episodios
| Episodio # | Título del episodio          | Fecha de liberación original |
| ---------- | ---------------------------- | ---------------------------- |
| 1-1        | Piloto (Parte 1)             | 9 de marzo de 1996           |
| 1-2        | Piloto (Parte 2)             | 9 de marzo de 1996           |
| 1-3        | "Nuevos chicos en la ciudad" | 16 de marzo de 1996          |
| 1-4        | "Contra la pared"            | 23 de marzo de 1996          |
| 1-5        | "La mentira"                 | 30 de marzo de 1996          |
| 1-6        | "Cheating Hearts"            | 6 de abril de 1996           |
| 1-7        | "The Competitive Edge"       | 13 de abril de 1996          |
| 1-8        | "The Road Not Taken"         | 20 de abril de 1996          |
| 1-9        | "Hotline"                    | 25 de mayo de 1996           |
| 1-10       | "La caída"                   | 1 de junio de 1996           |

## Premios y nominaciones
| Año  | Premio             | Resultado | Categoría                                | Actriz     |
| ---- | ------------------ | --------- | ---------------------------------------- | ---------- |
| 1996 | Premios NCLR Bravo | Nominada  | Actriz excepcional en una Serie de Drama | Tia Texada |